# Пинатубо
Пинатубо (на тагалог: Pinatubo) е активен стратовулкан, разположен на най-големия остров Лусон, намиращ се във Филипините.
Съставен е основно от андезит и дацит. Преди 1991 г. вулканът е незабележим и силно ерозирал. Покрит и с гъста гора, която осигурява безопасност на няколкохилядното население на местното племе аета, което се оттегля в планините, когато испанците завладяват Филипините през 1565 година.
Изригването на вулкана през 1991 г. идва след 635 години летаргия и предизвиква най-големия и бурен вулканичен катаклизъм през XX век. Навременното предвиждане за изригването довежда до евакуацията на десетки хиляди хора, но лавата, пепелта и лахарите, предизвикани от дъждовете, сериозно увреждат околностите, разрушават хиляди къщи и разрушават местните речни системи.
Изригването е усетено повсеместно. Изхвърлени са около 10 кубични километра лава и 20 милиона тона серен диоксид, както и големи количества минерали и метали на повърхността. В стратосферата попада огромно количество аерозоли, повече от всяко изригване на Земята след това на Кракатау през 1883 година. През следващите месеци аерозолите формират слой от сярна киселина в атмосферата. Вследствие на това глобалната температура се понижава с около 0,5 °C, а разрушаването на озоновия слой нараства значително.